# قاديروفتسي

ميليشيا قاديروفتسي خلال يوم الدستور في الشيشان مارس 2006

قاديروفتسي مصطلح يطلق على الأفراد السابقين الذين كانوا ينتمون إلى الميليشيا المسلحة التابعة للرئيس الشيشاني السابق أحمد قاديروف والتي كان يقودها ابنه رمضان قاديروف والذي هو الآن رئيس للشيشان.

## تعداد الأفراد
قاديروفتسي تضم آلاف الأشخاص ذوي التدريب العسكري العالي (تقديرياً حوالي 5000 شخص).

## التأسيس
أُسست ميليشيا قاديروفتسي خلال حرب الشيشان الأولى حين أعلن أحمد قاديروف الجهاد ضد روسيا. وفي بداية الحرب الشيشانية الثانية قامت جماعة قاديروف بالانشقاق والانضمام إلى المعسكر الروسي، ومنذ ذلك الحين قاد رمضان قاديروف هذه الميليشيا بدعم من خدمات الأمن الفدرالي الروسي.